# Linus Lundgren
Karl Linus Henrik Lundgren, född den 22 augusti 1888 i Västermo socken, död den 9 februari 1978 i Eskilstuna, var en svensk frikyrkopredikant, nykterhetsagitator och författare. Pseudonym: Örjan.  Signatur: L. L-n.

## Biografi
Lundgren genomgick folkskolan, men var därutöver autodidakt. Han började redan som tolvåring hålla offentliga föredrag och kom därefter att medarbeta i pressen med olika berättelser och kulturella essäer. Han var även verksam som predikant, resetalare och nykterhetsagitator.  